# HPCAL1
HPCAL1 (англ. Hippocalcin like 1) – білок, який кодується однойменним геном, розташованим у людей на короткому плечі 2-ї хромосоми. Довжина поліпептидного ланцюга білка становить 193 амінокислот, а молекулярна маса — 22 313.
| 10         |  | 20         |  | 30         |  | 40         |  | 50         |
| ---------- |  | ---------- |  | ---------- |  | ---------- |  | ---------- |
| MGKQNSKLRP |  | EVLQDLRENT |  | EFTDHELQEW |  | YKGFLKDCPT |  | GHLTVDEFKK |
| IYANFFPYGD |  | ASKFAEHVFR |  | TFDTNGDGTI |  | DFREFIIALS |  | VTSRGKLEQK |
| LKWAFSMYDL |  | DGNGYISRSE |  | MLEIVQAIYK |  | MVSSVMKMPE |  | DESTPEKRTD |
| KIFRQMDTNN |  | DGKLSLEEFI |  | RGAKSDPSIV |  | RLLQCDPSSA |  | SQF        |

A: Аланін

C: Цистеїн

D: Аспарагінова кислота

E: Глутамінова кислота

F: Фенілаланін

G: Гліцин

H: Гістидин

I: Ізолейцин

K: Лізин

L: Лейцин

M: Метіонін

N: Аспарагін

P: Пролін

Q: Глутамін

R: Аргінін

S: Серин

T: Треонін

V: Валін

W: Триптофан

Білок має сайт для зв'язування з іонами металів, іоном кальцію. 
Локалізований у мембрані.